# Bille August
Bille August (* 9. listopadu 1948 Brede) je dánský filmový a televizní režisér, kameraman a scenárista.
Vzdělání získal v roce 1976 na Danske Filmskole. Celosvětový ohlas si získal po natočení filmu Pelle Dobyvatel podle románové předlohy spisovatele Martina Andersena Nexø. Film byl oceněn v roce 1988 Oscarem za nejlepší cizojazyčný film a režisér za něj dostal Zlatou palmu z MFF v Cannes.
Zlatou palmu také získal v roce 1992 za film S nejlepšími úmysly, jehož scénář napsal Ingmar Bergman (a pojednává o Bergmanově rodině). Film Stopy ve sněhu byl promítán na Berlinale 1997 v sekci Wettbewerb.
Mezi lety 1991 až 1997 byl ženatý s herečkou Pernillou Augustovou se kterou má dvě děti.